# Sascha Weidner
Sascha Weidner, född 1 augusti 1974 i Georgsmarienhütte, död 9 april 2015 i Norden, var en tysk fotograf och konstnär. Hans samlade arbete avhandlar skapandet av en radikalt subjektiv bildvärld. Hans verk har ställts ut och publicerats internationellt. 

## Biografi
Sascha Weidner studerade konst och visuell kommunikation under åren 1996–2004 vid Hochschule für Bildende Künste Braunschweig. 2004 studerade han konstfotografi i ett mentorskapsprogram för Dörte Eißfeld innan han började arbeta som konstnär i Belm och Berlin.
Under åren 2010 till 2012 undervisade Weidner i fotografi vid Staatliche Akademie der Bildenden Künste Stuttgart och 2012 blev han invald som medlem i Deutsche Fotografische Akademie.
Weidner avled i hjärtsvikt 2015.

## Utmärkelser
Weidner har bland annat förärats priser och stipendium såsom Stiftungspreis für Fotokunst 2011 från Alison & Peter Klein Foundation och Junger Kunstpreis für Film- und Medienkunst Berlin av Konstakademin i Berlin 2010. Hans arbeten har visats både nationellt och internationellt i ett mångtal soloutställningar såväl som grupputställningar.

## Konst
Weidner beskrev sig själv som en ”romantiskt känslig resenär” och hans bilder är starkt subjektiva. Fotografi var för honom en konstnärlig uttrycksform för att sammanväva verkligheten med egna inre bilder. Ur hans biografiska fotoresor uppkom existentiella bildberättelser. 
Weidners bilder uppstod ur en ung generations livsupplevelser och är berättelser om ”insikt, längtan och visioner hos de generationer som var unga på 80-, 90- och 2000-talet”. Essensen är ett melankoliskt perspektiv på världen, där det allmänna mönstret utgår från grundläggande existentiella frågor och motsatser. Han tog upp ämnen som liv och död, skönhet och förgänglighet likaväl som ursprung, identitet och självbestämmande.
Den autentiska och ärliga metod som Weidner använde sig av är förankrad i samma tradition som hos Nan Goldin, Larry Clark och Juergen Teller. Hans förståelse för komposition och färg för tankarna även till lättfullheten och transparensen i de elementära och symboliska bilderna av den japanska fotografen Rinko Kawauchi.

## Soloutställningar i urval
- 2005 “Untold”, Junge Kunst e.V., Wolfsburg, Tyskland
- 2006 “Beauty Remains”, Art Foyer DZ BANK Kunstsammlung, Frankfurt (Main), Tyskland
- 2007 “Staying is nowhere”, FOAM Amsterdam, Amsterdam, Nederländerna
- 2007 “Enduring Beauty”, Galeria Toni Tàpies, Barcelona, Spanien
- 2007 “Let there be Light”, Europacenter, Berlin, Tyskland
- 2008 “Enduring Beauty”, Gallery Conrads, Düsseldorf, Tyskland
- 2008 “Until it hurts”, Kunstverein Wolfenbüttel, Wolfenbüttel, Tyskland
- 2009 “Am Wasser gebaut”, Zephyr, Reiss-Engelhorn-Museums, Mannheim, Tyskland
- 2009 “To be handled carefully”, Gallery Zur Stockeregg, Zürich, Schweiz
- 2009 “What remains”, Museum for Photography, Braunschweig, Tyskland
- 2011 “Since Tomorrow”, C/O Berlin, Berlin, Tyskland
- 2011 “Revolve”, Galeria Toni Tàpies, Barcelona, Spanien
- 2011 “Stiftungspreis für Fotokunst 2011”, Kunstwerk, Nußdorf, Tyskland
- 2012 “Unveiled: The Sydney Project”, Australian Centre for Photography, Sydney, Australien
- 2012 “Just let go”, fo.ku.s, Innsbruck, Österrike
- 2012 “The Pictures of Others”, Goethe-Institute, Prag, Tjeckien
- 2012 “The Sorrows of young W.”, Goethe-Institute, Prag, Tjeckien
- 2013 “Sascha Weidner – Selected Works”, Circuito Aperto, Centro Culturale Altinate San Gaeta, Padova, Italien
- 2013 “Do not alight here”, Hellenic Centre for Photography, Athen, Grekland
- 2013 “A part of it”, VGH Gallery, Hannover, Tyskland
- 2014 “Aokigahara”, Gallery Pavlov’s Dog, Berlin, Tyskland
- 2014 “The Absence of Presence”, Gallery Conrads, Düsseldorf, Tyskland
- 2015 “Sascha Weidner. Photography.”, RAY Fotografietriennale, Marta Hoepffner-Gesellschaft für Fotografie e.V., Hofheim, Tyskland

## Grupputställningar i urval
- 2006 “Eißfeldts Meister”, APEX Kunstverein pro art, Göttingen, Tyskland
- 2007 “Concept: Photography – Dialogues & Attitudes”, Ludwig Museum – Museum of Contemporary Art, Budapest, Ungern
- 2007 “Sublime”, Römer 9, Frankfurt (Main), Tyskland
- 2008 “Land / Scaped«, Filiale Berlin, Berlin, Tyskland
- 2009 “Los Angeles — Berlin”, Arthaus, Venice, USA
- 2009 “Pioneering Colour Photography meets Contemporary”, Gallery Zur Stockeregg, Zürich, Schweiz
- 2009 “Leichtigkeit und Enthusiasmus – Junge Kunst und die Moderne”, Kunstmuseum Wolfsburg, Wolfsburg, Tyskland
- 2010 “Hijacked 2 – Australian and German Photography”, Monash Gallery of Art, Melbourne, Australien
- 2010 “Photography Group Show”, Gallery van der Mieden, Antwerpen, Nederländerna
- 2011 “Salon Salder 2011”, Castle Salder, Salzgitter, Tyskland
- 2011 “Internationaler WeldeKunstpreis 2011 Fotografie”, Kunstverein Leimen, Leimen, Tyskland
- 2011 “Traummänner – Starfotografen zeigen ihre Vision vom Ideal”, Deichtorhallen, Hamburg, Tyskland
- 2012 “Dark Sights”, Art Foyer DZ BANK Kunstsammlung, Frankfurt (Main), Tyskland
- 2012 “Fame”, Art Foyer DZ BANK Kunstsammlung, Frankfurt (Main), Tyskland
- 2012 “Hijacked 2 – Australian and German Photography”, Zephyr, Reiss-Engelhorn-Museums, Mannheim, Tyskland
- 2013 “Heute kein Plenum – 20 Jahre Klasse Eißfeldt”, 267 Quartiere für zeitgenössische Kunst und Fotografie, Braunschweig, Tyskland
- 2013 „Welt, Reisen, Selbst, Suche”, German Photographie Academy, Gallery Altes Rathaus Musberg, Musberg, Tyskland
- 2013 “Murakami & Weidner”, A.P.P. Gallery, Kyoto, Japan
- 2014 “Mit den Augen Düsseldorfer Galeristen – Contemporary Photography”, E.ON Gallery, Düsseldorf, Tyskland
- 2014 “The Youth Code”, Gallery Christophe Guye, Zürich, Schweiz
- 2014 “WILD – Animals in Contemporary Photography”, Alfred Ehrhardt Foundation, Berlin, Tyskland
- 2014 “Portraying Visions”, Wittenstein AG, Igersheim, Tyskland
- 2014 “Hängung #12 – Weltenträumen”, Collection Klein, Nußdorf, Tyskland
- 2014 “Urban Spirit”, Gallery Christophe Guye, Zürich, Schweiz
- 2015 “Thinking. Acting. Reflecting.”, SAP, Walldorf, Tyskland
- 2015 “Quiet Moments”, Fremantle Arts Center, Fremantle, Australien

## Priser och utmärkelser
- 2000 Elite 2000, Nord-LB
- 2001 International Polaroid Award (First prize)
- 2003 Phaenographie Award
- 2003 Konstnärsvistelse, Villa Vigoni, Loveno di Menaggio, Italien
- 2004 DAAD Stipendium (Bildende Künste), Los Angeles, USA
- 2004 Otto-Steinert-Award 2004, (Honorary mention)
- 2005 Förderpreis Fotografie, NBank, Hannover, Tyskland
- 2006 DAAD Stipendium (Bildende Künste), Los Angeles, USA
- 2007 Konstnärsvistelse, Künstlerhaus Lukas, Ahrenshoop, Tyskland
- 2009 “Prix BMW Paris Photo (Shortlist)
- 2010 “Berliner Kunstpreis, Förderpreis Film- und Medienkunst, Akademie der Künste (Berlin), Berlin
- 2011 „Internationaler Weldekunstpreis for Photography” (Shortlist)
- 2011 “Stiftungspreis für Fotografie 2011”, Alison & Peter W. Klein-Foundation, Kunstwerk, Nußdorf, D
- 2012 Artist residency, COFA, Sydney, Australien
- 2013 Goethe-Institutets vistelsestipendium, Villa Kamogawa, Kyoto, Japan
- 2013 Otto-Steinert-Award 2013 (Finalist)
- 2014 Entrepreneur 4.0 Award for Photography
- 2014 Goethe-Institutes vistelsestipendium, Three Shadows Photography Art Centre, Peking, Kina

## Publikationer i urval
- Zeitgeschichte der Bundesrepublik Deutschland. 1997.
- Gastspiel. Utställningskatalog, Kunstverein Hannover, Richter 1998.
- Gesundheit. Utställningskatalog, Kunsthaus Essen, Petrikirche Dortmund & HBK Braunschweig 1999.
- Nach Cindy. Utställningskatalog, Mönchehaus für Moderne Kunst, Goslar 2000.
- fremde.orte. Museum für Photographie, Braunschweig 2003.
- Das Schreiben der Bilder. Salon, Köln 2004, ISBN 3-89770-225-8.
- Eißfeldts Meister. Utställningskatalog, APEX Kunstverein pro art, Göttingen 2006.
- Förderpreis Fotografie 2005. Appelhans, Braunschweig 2006.
- Beauty Remains. Appelhans, Braunschweig 2006, ISBN 3-937664-44-0.
- Enduring Beauty. Appelhans, Braunschweig 2007, ISBN 978-3-937664-70-5.
- Die Liebe zum Licht – Fotografie im 20. & 21. Jahrhundert. Kunstmuseum Celle, Städtische Galerie Delmenhorst & Museum Bochum 2007, ISBN 978-3-8093-0236-0.
- Dialogues & Attitudes. Utställningskatalog, Hatje Cantz, Ostfildern 2007, ISBN 978-3-7757-1987-2.
- Bis es wehtut / Until it hurts. Appelhans, Braunschweig 2008, ISBN 978-3-937664-79-8.
- Am Wasser gebaut. Reiss-Engelhorn-Museen, Mannheim 2009.
- Ease and Eagerness. Hatje Cantz, Ostfildern 2009, ISBN 978-3-7757-2433-3.
- Future Images. Ore Motta, Milan 2010, ISBN 978-88-6413-017-0, 24
- Was übrig bleibt / What remains. Appelhans, Braunschweig 2010, ISBN 978-3-941737-15-0.
- Hijacked 2 – Australian and German Photography. Utställningskatalog, Kehrer, Heidelberg 2010, ISBN 978-3-86828-126-2.
- Schloss Salder, Neue Kunst aus Niedersachsen. Utställningskatalog, Salzgitter 2011, ISBN 978-3-941737-58-7.
- Traummänner – Starfotografen zeigen ihre Vision vom Ideal. Utställningskatalog, Dumont, Cologne 2011, ISBN 978-3-8321-9362-1.
- Sascha Weidner Catalogues, No. 5 – Lay down close by, Australian Centre for Photography. Berlin 2013, ISBN 978-1-922091-03-1.
- Sascha Weidner Catalogues, No. 4 – Unveiled, The Sydney Project, Australian Centre for Photography. Berlin 2013, ISBN 978-1-922091-03-1.
- Sascha Weidner Catalogues, No. 3 – The Pictures of Others, Goethe Institute Prague. Berlin 2013, ISBN 978-3-928224-09-3.
- Sascha Weidner Catalogues, No. 2 – The sorrows of young W., Goethe Institute Prague. Berlin 2013, ISBN 978-3-928224-08-6.
- Sascha Weidner Catalogues, No. 1 – Last song, C / O Berlin. Berlin 2013, ISBN 978-3-928224-07-9.
- Entrepreneur 4.0. Utställningskatalog, seltmann+söhne, Berlijn 2014, ISBN 978-3-944721-19-4.
- Klasse.Buch – 64 Positionen aus der Klasse Eißfeldt. Kehrer, Heidelberg 2014, ISBN 978-3-86828-583-3.
- Des Sascha Weidners und des Jan Böttchers einzig wahre Erlebnisse zu Wasser und zu Land, zu Pferd und zu Fuß, im Krieg und im Frieden, in der Luft so wie in den niedersächsischen Ländern und Bremen in diesem Jahr ganz neu verfasst und fotografiert von ihnen selbst., Niedersächsische Sparkassenstiftung, Hannover 2015, ISBN 978-3-00-049834-3.